# Poemas para combatir la calvicie
Poemas para combatir la calvicie es un antología personal de Nicanor Parra, publicado por primera vez en 1993 en México. Compila los poemas más significativos de la carrera del antipoeta chileno. Cuenta con el prólogo del escritor peruano Julio Ortega, quien relata en breves tres páginas el importante aporte que hace Nicanor Parra a la antipoesía chilena y latinoamericana. Entendiendo anti poesía “como un proyecto sistemático de recuperación del habla empírica, una búsqueda a través del humor peculiar, la sobriedad irónica, las palabras anti solemnes y la reafirmación paradójica de un campo verbal fresco para la poesía” según afirma el autor de “Habanera”.

## Contenido
“Poemas para combatir la calvicie” está dividido en catorce capítulos: «De Poemas y antipoemas», «De La cueca larga», «De Versos de salón», «De Canciones rusas», «De la camisa de fuerza», «De otros poemas», «De artefactos», “Sermones y prédicas del Cristo del Elqui”, Nuevos sermones y prédicas del Cristo del Elqui”, De chistes par(r)a desorientar a la (policía) poesía”, “De cachureos, ecopoemas, guatapiques, últimas predicas”, “De hojas de Parra”, “Inéditos”, “Mai mai peñi. Discurso de Guadalajara”. Estos contienen los poemas más conocidos del poeta chileno que relevan no sólo la maestría de Parra, sino que también su vocabulario cotidiano e irónico que han de sus textos más atractivos y controversiales. 
El apartado “Artefactos” reúne las imágenes de las creaciones más conocidas del autor, donde hace gala de su ironía con la política y la contingencia a través del diseño y la creatividad que lo caracterizan. 

## Recepción
Gonzalo Rojas, profesor y poeta chileno, integrante de la llamada “Generación de 1938” define perfectamente la poesía de Parra en una de sus críticas “Pertenece a la falange de los libertadores en poesía que buscan la renovación de la expresividad. Se atreve con un sistema poético experimental que intenta romper con el tono delicado (arco iris) y con el tono elegíaco (dolor), a pesar de que él mismo es una naturaleza romántica (malgrolui), un sentimental redimido por el humor” 